# دریاچه کوچیچینگ
دریاچه کوچیچینگ (انگلیسی: Lake Couchiching) از زبان اوجیبوی gojijiing به معنی "ورودی خلیجک، یک دریاچه با اندازه متوسط در مرکز انتاریوی مرکزی، کانادا است که توسط یک کانال باریک از دریاچه سیمکو جدا شده‌است.